# Chlorocoma commoda
Chlorocoma commoda là một loài bướm đêm trong họ Geometridae.